# 绒坝乡
绒坝乡，是中华人民共和国四川省甘孜藏族自治州理塘县下辖的一个乡镇级行政单位。

## 行政区划
绒坝乡下辖以下地区：
增达村、仁达村、额达村、阿忠村、拉吾村、塔古村、科依村、扎西村和作亚村。